# 弗农·史密斯
弗农·洛马克斯·史密斯（Vernon Lomax Smith，1927年1月1日—），美國經濟學者，加利福尼亚查普曼大学法学院和商学院教授、乔治梅森大学多学科研究中心经济学研究学者、莫卡托斯中心成员、國立中山大學名譽博士、亞利桑那大學教授。

## 生平
他是實驗經濟學之父，2002年诺贝尔经济学奖获得者，获奖原因是“开创了一系列实验法，为通过实验室实验进行可靠的经济学研究确定了标准”。大學在加州理工學院主修電子物理，於1952獲堪薩斯大學經濟學碩士，1955年得哈佛大學經濟博士。